# Itapiúna
Itapiúna est une municipalité brésilienne de l’État du Ceará. En 2010, elle compte 18 626 habitants.

## Source
- (pt) Cet article est partiellement ou en totalité issu de l’article de Wikipédia en portugais intitulé « Itapiúna » (voir la liste des auteurs).